# 俄罗斯花样滑冰锦标赛

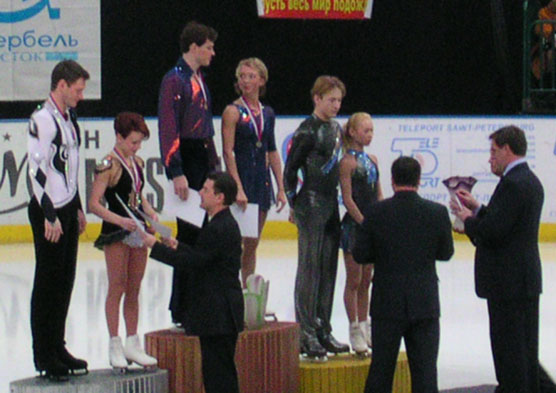
2004年的頒獎台

俄罗斯花样滑冰锦标赛（俄语： Чемпионат России по фигурному катанию) 是每年在俄羅斯举行的花样滑冰全国锦标赛。該項賽事有男子單人滑、女子單人滑、雙人滑、冰舞等比賽项目。比赛通常在每年的12月下旬举行。
第一届俄罗斯花样滑冰锦标赛于1878年3月5日在俄罗斯帝国的圣彼得堡举行。从1897年开始，俄罗斯花样滑冰锦标赛成為一年一度的賽事。1924年至1992年期間，俄罗斯花样滑冰锦标赛停辦，期間俄罗斯滑冰运动员要参加苏联花样滑冰锦标赛。1993年，俄罗斯花样滑冰锦标赛恢復舉辦。

## 外部鏈接
- Figure Skating Federation of Russia （页面存档备份，存于） （俄語）
- fskate.ru （页面存档备份，存于） （俄語）
- History（页面存档备份，存于） at Skate Rambler （俄語）
- History （页面存档备份，存于） at Sport Kharkov （俄語）